# Richtebrief

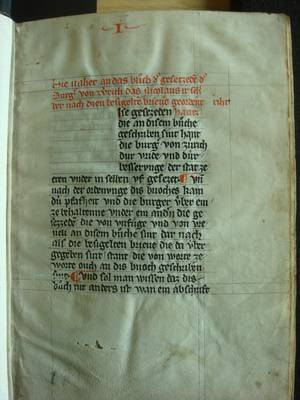
Richtebrief von 1304, Erste Seite: «Hie vahet an das buch der gesetzeden der burger von Zürich, die Nicolaus, ir schriber, nach den besigelten richtbriven geordnet hat.»

Der Richtebrief von 1304 ist das älteste erhaltene Stadtrecht der mittelalterlichen Reichsstadt und Stadtrepublik Zürich. Erwähnt werden Richtbriefe in Zürich seit Mitte des 13. Jahrhunderts, so um 1250, 1281 und 1291 – sie sollten den Frieden und das Wohl («Stadtfrieden») der Bürger innerhalb der Stadtmauern gewährleisten. Belegt sind Richtebriefe ebenfalls in den Schweizer Städten Schaffhausen und St. Gallen sowie im süddeutschen Konstanz.

## Zürich im 13. Jahrhundert
Hauptartikel: Geschichte der Stadt Zürich
Die Herrschaftsrechte über die Stadt Zürich und die geistlichen Stifte übte im Hochmittelalter der deutsche König aus, der sie an einen Reichsvogt, üblicherweise aus den Reihen der einflussreichsten Adelsgeschlechter im damaligen Herzogtum Schwaben delegierte, namentlich an die Zähringer und die Grafen von Lenzburg.
Mit dem Aussterben der Zähringer im Jahr 1218 gingen die Herrschaftsrechte wieder an König Friedrich II.; das Amt des Reichsvogts, dem auch die Blutgerichtsbarkeit oblag, wurde jedoch fortan zeitlich beschränkt durch einen adligen Bürger (Ritter) der Stadt Zürich übernommen.

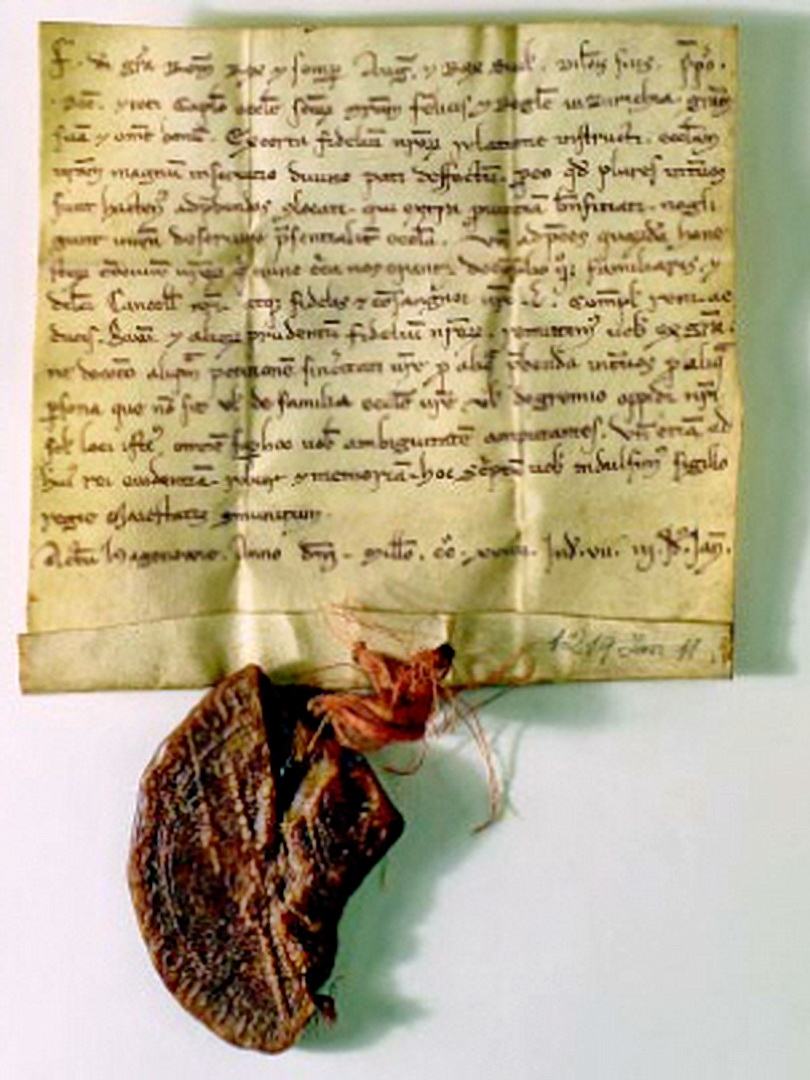
Königsurkunde von 1219, ausgestellt von Friedrich II. am 11. Januar 1219 (Reichsfreiheit der Stadt Zürich)

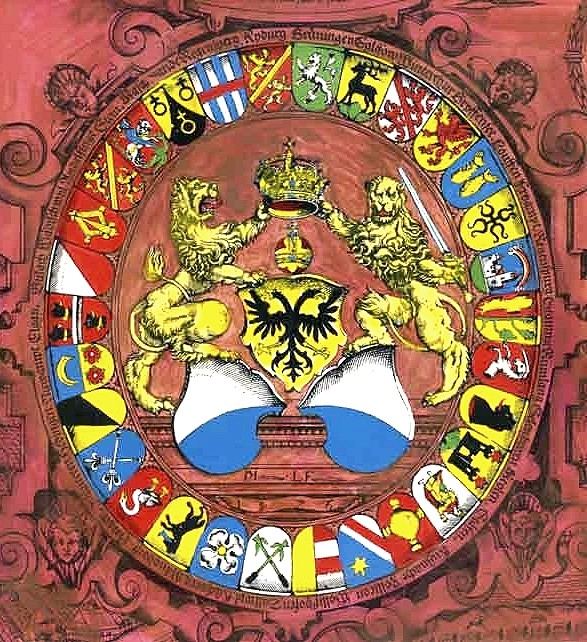
Wappen der Reichsstadt Zürich, aus dem Murerplan von Jos Murer 1576

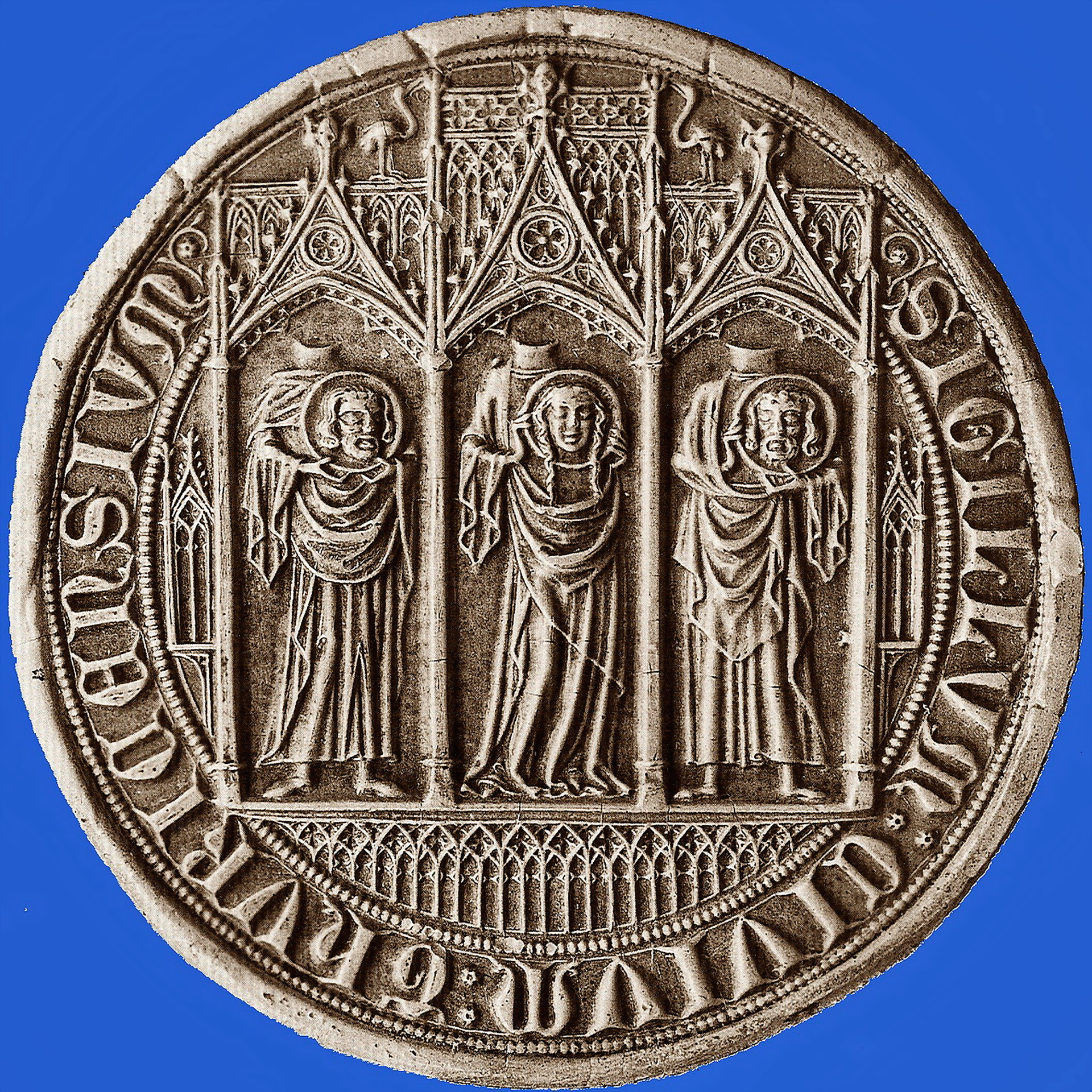
Die heute übliche Siegelform geht zurück auf das seit 1347 verwendete sogenannte Sekretsiegel des Rates von Zürich. Umschrift: SECRETVM CIVIVM THVRICENSIVM.

Am 11. Januar 1219 stellte Friedrich II. «zu Gunsten von Gotteshausleuten des Grossmünsters und zu Gunsten von Personen, die der Stadt Zürich angehören» eine Urkunde aus, in der er von «de gremio oppidi nostri» (mit Betonung auf unserer Stadt) spricht. Mit diesen Worten implizierte dies formale, rechtliche und politische Kompetenzen für eine kommunale Selbstverwaltung und damit die Reichsunmittelbarkeit der Stadt Zürich.
Als eigentliche «Stadtherrin» galt die Fürstäbtissin des Fraumünsterklosters, die von Friedrich II. im Jahr 1245 in den Stand einer Reichsfürstin erhoben wurde. Ihre Macht in der Stadt beruhte auf Grundrechten und königlichen Herrschaftsrechten, welche dem Fraumünster seit seiner Gründung im Jahr 853 verliehen worden waren. Die Abtei war seit Mitte des 11. Jahrhunderts im Besitz des Münz-, Zoll- und des Marktrechtes und übte durch ihren Schultheissen die niedere Gerichtsbarkeit aus.
Am bekanntesten dürfte Elisabeth von Wetzikon (* um 1235; † 1298 in Zürich) sein, von 1270 bis 1298 Fürstäbtissin des Fraumünsterklosters in Zürich.
In Konkurrenz zu ihr standen die Kaufleute der Stadt, die ein eigenes Kaufmannsrecht mit Selbstverwaltung ihrer beruflichen Interessen besassen.
1220 finden sich erstmals Spuren, urkundlich belegt seit 11. Februar 1252, eines Stadtrates – bis zur Zunftrevolution von 1336 konstituiert im sogenannten «Fasten-, Sommer- und Herbstrat» – der seit 1225 ein eigenes Siegel führte. Die Umschrift des Siegels lautete «sigillum consilii et civium Thuricensium». Abgebildet war neben den Schutzpatronen Felix und Regula (aus dem Siegel der Fraumünsteräbtissin), ihnen gleichberechtigt, Exuperantius, der vermutlich für die aufstrebende Bürgerschaft Zürichs steht, die neu neben das Gross- und das Fraumünster trat. Das Siegel verkörperte somit die eigene Rechtspersönlichkeit der Bürgerschaft und des Stadtrates.
In den nachfolgenden Jahren gingen sukzessive verschiedene Herrschaftsrechte der Fraumünsterabtei an den Stadtrat über.
Dieser Vorgang wurde durch den Kampf zwischen Kaiser Friedrich II. und dem Papsttum begünstigt. Weil die geistlichen Stifte zu Rom hielten, während die Bürgerschaft der Partei des Kaisers folgte, wurden die geistlichen Personen samt der Äbtissin zeitweise sogar aus der Stadt vertrieben, was zur Festigung der politischen Stellung der Bürgerschaft führte.
1262 wurde die rechtliche Stellung der Stadt noch einmal gefestigt, als der deutsche König Richard von Cornwall nicht nur wie seine Vorgänger die Privilegien der beiden (Gross- und Fraumünster) geistlichen Stifte, sondern gleichzeitig die Reichsfreiheit der Bürgerschaft ausdrücklich bestätigte. Damit wurde Zürich zur Reichsstadt.
Mit aller Deutlichkeit kam die selbständige Stellung der Stadt 1267 in der Regensberger Fehde mit den Freiherren von Regensberg zum Ausdruck. In einem Kleinkrieg (Fehde) konnte Zürich mit Unterstützung des damaligen Grafen und späteren Königs Rudolf von Habsburg seine Position gegen die Regensberger durchsetzen. Dies markierte den Beginn der territorialen Ausdehnung des Stadtzürcher Herrschaftsgebiets, die auch im erfolglosen Kriegszug im April 1292 gegen die habsburgische Stadt Winterthur, nach dem Tod Rudolfs von Habsburg, und mit der Kapitulation vor Herzog Albrecht I. von Habsburg deutlich wurde.
Danach wurde der Einfluss der Stadtzürcher Ritterschaft auf den Stadtrat zunehmend zugunsten der Habsburgfreundlichen Kaufleute eingeschränkt. Zürich musste als Folge der Niederlage das Schutzbündnis mit Uri und Schwyz aufgeben, das im Oktober 1291 besiegelt worden war.
Um 1300 zählte Zürich zwischen 8'000 und 9'000 Einwohner (Wikipedia) respektive «… für das Jahr 1357, aus dem das älteste Steuerbuch stammt, wohnten in Zürichs Mauern 5'700 bis 6'850 Personen, während ausserhalb der Stadtmauer noch deren 300 bis 400 (Pfahlbürger) ansässig waren.».
Die ratsfähige Bevölkerung der «Burger» (sie wählte den Rat und stellte dessen Mitglieder) bestand aus den Stadtadligen – hervorgegangen aus den Ministerialgeschlechtern des Fraumünsterklosters – und aus reichsunmittelbaren Fernkaufleuten und vornehmen Handwerkergeschlechtern, der sogenannten «Notabel».
Die überwiegende Mehrheit der Stadtbevölkerung, Gesinde, Leibeigene, Hörige und die Handwerker blieben in der Stadt Zürich Ende des 13. Jahrhunderts weitgehend ohne politische Rechte und Schutz, obwohl sie zunehmend am wirtschaftlichen Aufschwung der Stadt beteiligt waren.

## Erster Richtebrief
Das erste schriftliche Stadtrecht, der sogenannte «Richtebrief», wird in Zürich um das Jahr 1250 erwähnt. Der Stadtrat bestand laut dieser Satzung aus Ritterbürtigen (Ministeriale) und Patriziern, ein Bürgermeisteramt bestand noch nicht.
Im nicht zweifelsfrei gesicherten «Richtebrief» des Jahres 1281 oder 1291 hatte der Stadtrat aus Angehörigen der «Burger» – die im Rat vertretenen Kaufleute, vornehmen Handwerkergeschlechter und die Stadtadligen (Ministeriale) – die Bildung von Handwerksvereinigungen (Zünften) explizit untersagt «dass nieman(d) werben noch tuon (gründen) sol enhein (keine) zunft noch meisterschaft mit eiden mit worten noch mit werchen …». Auf Verletzung des Gebots standen harte Strafen: Hausabbruch, hohe Busse und Verbannung.
Erlaubt war hingegen die Bildung von Innungen («Antwerke»), beispielsweise der Kornmacher, Gerber und Hutmacher.
Erhalten geblieben ist der Richtebrief von 1304 im Staatsarchiv des Kantons Zürich, eine Abschrift des Originals aus vermutlich der zweiten Hälfte des 13. Jahrhunderts.

## Richtebrief von 1304

### Entstehung
Im Jahr 1304 trug Nikolaus Mangold, Stadtschreiber, Rechtsgelehrter und Chorherr am Grossmünster, die wichtigsten Gesetze, Erlasse und Verordnungen aus den Stadtbüchern zusammen:

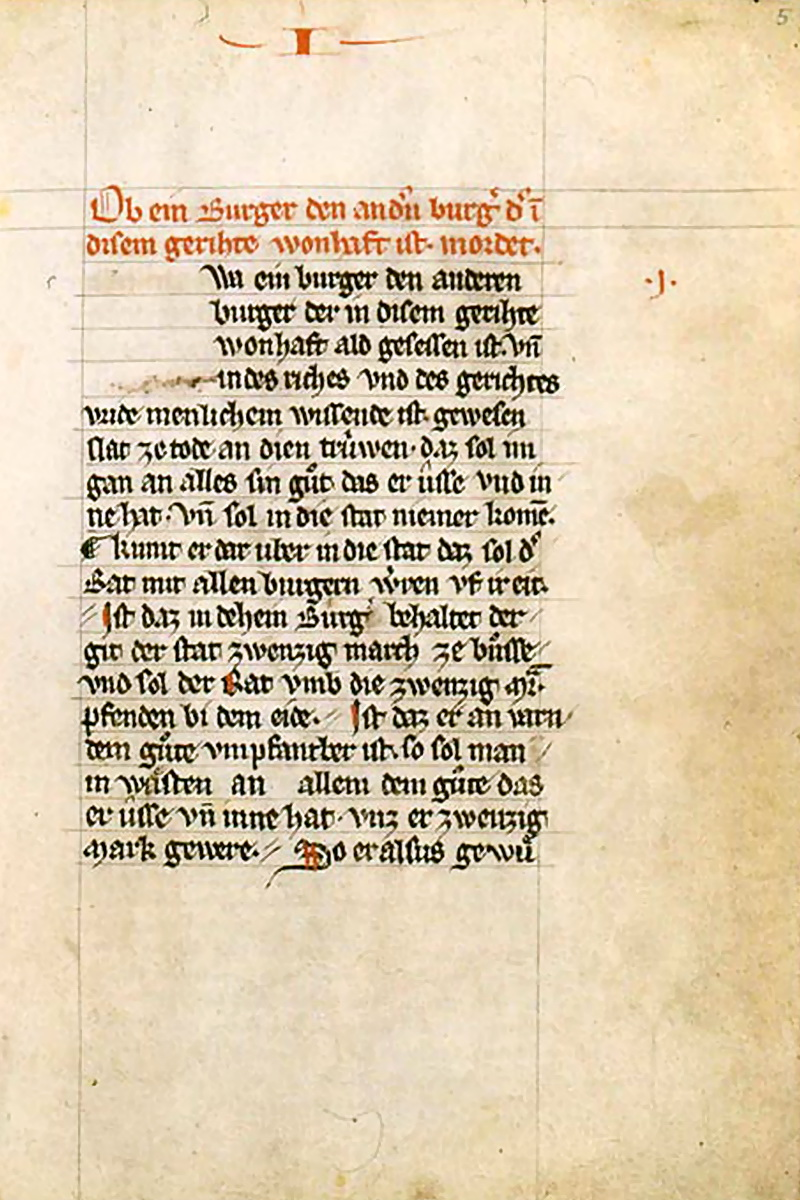
Richtebrief von 1304, Staatsarchiv des Kantons Zürich

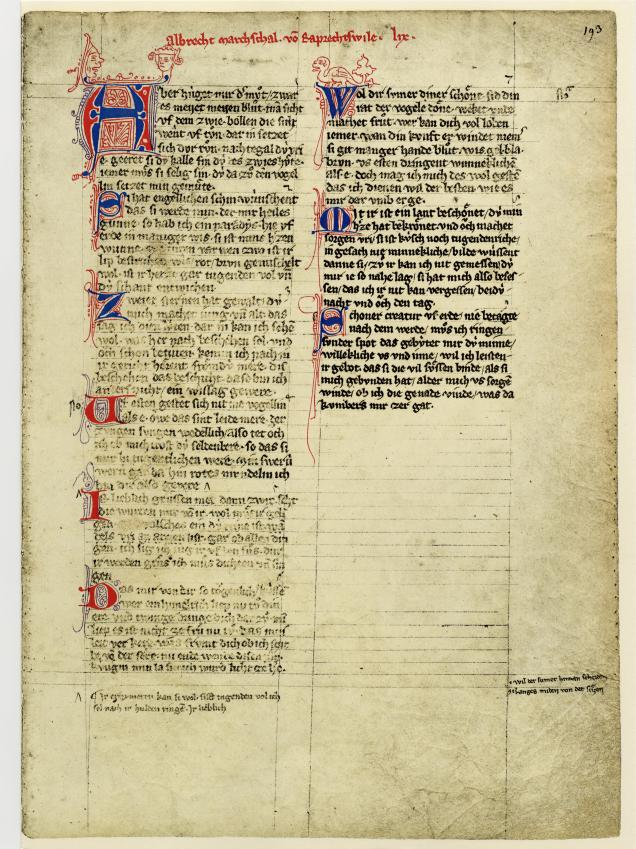
Codex Manesse, folio 193r, im direkten Vergleich zum Richtebrief von 1304

«Hie vahet an das buoch der gesetzeden der burger von Zürich, das Nicolaus, ir schriber, nach dien besigelten brieven geordnet hant… Dise gesetzeden, die an diesem buoche geschriben sind, hant die burger von Zürich dur vride und dur besserungen der stat ze eren under in selben uf gesezet»

Mangold systematisierte diese 350 Paragraphen in sechs Büchern (Kapiteln), zusammenfassend bekannt als das sogenannte «Nikolausbuch».
Der im Staatsarchiv des Kantons Zürich aufbewahrte Richtebrief von 1304 gilt als ein Meisterwerk der Zürcher Buchkunst im frühen 14. Jahrhundert: Zwölf Lagen von sechs Doppelblättern aus feinem Pergament – also bearbeiteter Tierhaut – sind im Quart in starke Holzdeckel gebunden, die einst mit schwarz und braunrot gefärbtem Leder überzogen waren. Der Text ist in schönster gotischer Buchhandschrift blockartig auf je zwanzig gezogenen Linien pro Seite verfasst und bietet sich im geöffneten Zustand im Goldenen Schnitt dar.
Eingeordnet wird das Buchwerk in den Umkreis der gleichzeitig in Zürich entstandenen «Manessischen Liederhandschrift» (Codex Manesse). Titel und wichtige Stellen sind wie im Codex Manesse mit roter Farbe hervorgehoben.
Eine Besonderheit des Richtebriefes von 1304 ist, dass mehrfach auf den Blättern Platz freigelassen wurde für schöne Initialen, grosse und mit Goldfarbe verzierte Anfangsbuchstaben, diese sogenannten Majuskel aber nie eingefügt wurden.
Für das frühe 14. Jahrhundert sind zwei Zusammenfassungen des Richtebriefs belegt: Das hier beschriebene, nach Stadtschreiber Nikolaus Mangold benannte «Nikolausbuch» aus dem Jahr 1304 und das sogenannte «Konradbuch» um 1320.
Erhalten sind drei weitere Abschriften, die sich in der Reihenfolge der Gesetze und teilweise auch inhaltlich unterscheiden: Sie wurden im 16. (Abschrift von Johannes Stumpf) und 17. Jahrhundert («Konradbuch», Abschrift von Hans Heinrich Müller) auf Papier verfasst, basieren jedoch auf verschollenen Versionen, die gegen Ende des 13. Jahrhunderts beziehungsweise um 1327 begonnen wurden.

### Inhalt
«Die Gesetze, die in diesem Buch niedergeschrieben sind, haben die Burger von Zürich der Stadt zu Ehren und durch Frieden und Besserung unter sich selber aufgesetzt. Nach der Ordnung dieses Buches kamen die Geistlichkeit („pfafheit“) und die Burger überein, zu behalten die Gesetze, die von Unfug und Freveln handeln, die von Wort zu Wort in dieses Buch geschrieben sind.

Daher soll man wissen, dass dieses Buch nichts anderes ist als eine Abschrift des alten Richtebriefes, den der Rat mit der Burger Willen gemeinsam aufgestellt haben, und aufgrund dessen sie zu richten schwören, auch gemäss der schriftlichen Vereinbarung von Geistlichkeit und Burgern. Es steht hernach weder weniger noch mehr als im alten Richtebrief, jedoch ohne die rote Schrift; insbesondere wurden die Bedeutungen von allen Angelegenheiten (sache und materie) beibehalten. Nun aber sind diese anders angeordnet worden als in den bisherigen Briefen, damit es desto besser und vernünftiger zu lesen, zu suchen und zu verstehen sei. Insbesondere wurde darauf geachtet, das Zusammenghörige (wan swas sache und capitel von einr materie sint) entsprechend nacheinander darzustellen… Dieses Gesetz ist in sechs Bücher unterteilt.

Das erste handelt von Tötung und Gewalttat (manslaht und freveli), und fanget an: Wenn ein Burger (Swa ein burger)… Das zweite Buch handelt von Fehde (urlüge) und Krieg und fanget an: Der Rat soll keine Fehde zulassen… Das dritte ist über Rat und Gericht, und fanget an: Der Rat und die Burger alle… Das vierte handelt von der Stadt und der Burger Freiheiten, und fanget an: Der Rat und die Burger sind gemeinsam… Das fünfte Buch ist über Handwerk, Spiel und Verträge dazu (einungen), und fanget an: Wer in Zürich Landwein… Das sechste Buch beinhaltet „dü ordenunge dez satzunge der pfafheit und der Burger, und vahet an: Wir [Heinrich] von Gottes gnaden…“» Anpassung des Textes an das Neuhochdeutsche. Repetitive Stellen wurden ausgelassen resp. verkürzt wiedergegeben.

## Gliederung des Richtebriefs von 1304
Stadtschreiber Mangold gliederte die rund 350 gesammelten Gesetze, Erlasse und Verordnungen aus den Stadtbüchern in sechs Kapitel:

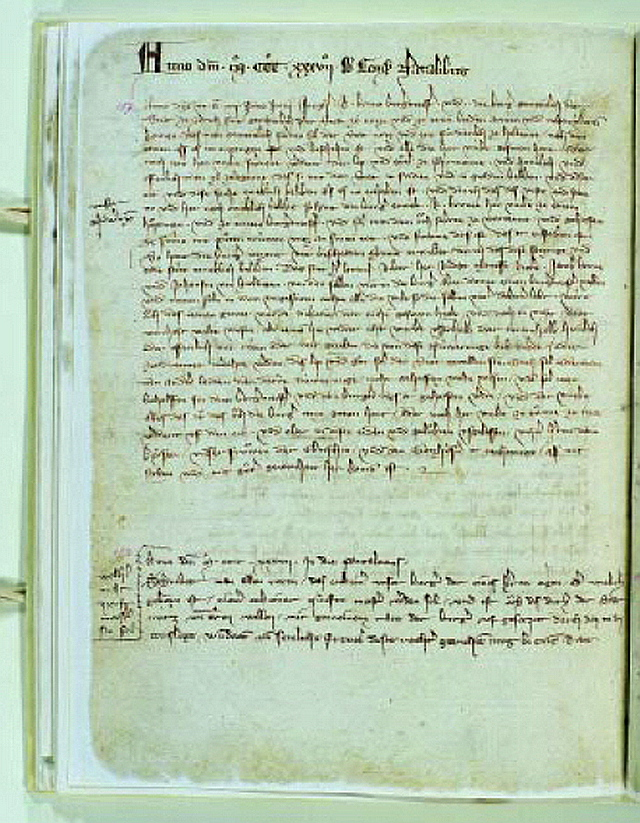
Das «Stadtbuch» von 1292 bis 1371

1. Tötung und Gewalttat («manslaht und von freveli»): Strafen und Bussen bei Mord, Totschlag und Freveln wie Raub, Körperverletzung und Übergriffen aller Art.
2. Fehde und Krieg («urlüge und von kriege»): Gliedert die einzelnen städtischen Erlasse und Verordnungen. Ein wichtiger Aspekt für die Stadtgeschichte ist das bis 1336 bestehende Verbot der politischen Organisation von Handwerkern in Zünften.
3. Rat und Gericht: Regelt die Bestellung des Rates und des Gerichts, d. h. Amtsinhaber, Wahl der Räte und zugleich Gerichtsherren, Verfahrensarten, Delikte, Bestrafung/Sanktionspraxis, Geldbussen etc.
Hier sind nebst anderen Punkten wesentliche Bestimmungen des Verfassungsrechts zu Wahl und Aufgaben des Zürcher Rats und zu seiner Tagungsform festgehalten. «Das man in dem iare drije rete nennen soll» verweist auf drei einander abwechselnde Ratsgremien (dreigeteilter Rat), den ab Aschermittwoch tagenden «Fastenrat», den «Sommerrat» und den «Herbstrat», zusammengesetzt aus je 12 Mitgliedern der «Notabel» (Kaufmannspatriziat) und Ministerialität (Ritterstand). Das Amt des Vorsitzenden (Bürgermeister) entstand erst mit der Brun’schen Zunftverfassung vom Juni 1336.[2]
4. Stadt und der Burger Freiheiten: Eine Zusammenfassung der Freiheiten (Rechte und Pflichten) von Stadt und Bürgern, also die Regelungen im Zusammenhang mit der Grundverfassung des Gemeinwesens (zum Wohle aller). Die Bestimmungen umfassen den Bürgerschwur, Verhalten gegenüber dem Reichsoberhaupt, Baurecht, Münzverruf, Eigentum, Steuern, Beleidigung, üble Nachrede, Verleumdung, Blasphemie, Ehe- und Sexualdelikte, Eheansprache, Eheversprechen, d. h. die allgemeinen Bürgerrechte. Es findet sich gar ein Gelöbnis der Bürgerschaft, sich mit vier Bürgern am (aus damaliger Sicht) nächsten Kreuzzug zu beteiligen.
5. Handwerk, Spiel und Verträge: Dieses Kapitel regelt unter anderem Weinbau und Weinmonopol, das Seiden-, Woll-, Leinwand- und Mühlengewerbe, das Spielen und das Geldwesen.
6. Klerus und Bürgerschaft («dü ordenunge dez satzunge der pfafheit und der Burger»).[13] Dieses Kapitel behandelte den sogenannten Pfaffenbrief, der Gehorsam von weltlichen und geistlichen Personen gegenüber der lokalen Obrigkeit verlangte.[15]

Bei den von Mangold zusammengefassten Gesetzen, Erlassen und Verordnungen handelte es sich um Satzungsrecht, durch die Bürgerversammlung gesetztes Recht, im Unterschied zu Gewohnheitsrecht, einschliesslich früher Formen einer modernen Verfassung.

## Der Richtebrief im Alltag des Gemeinwesens
Das Gesetzesbuch trägt seit seiner Entstehung den Namen «Richtebrief», da sich die Bürger Zürichs nach seinen Bestimmungen zu richten hatten und die städtische Obrigkeit auf seiner Grundlage ihre Urteile (Gericht hielt) fällte.

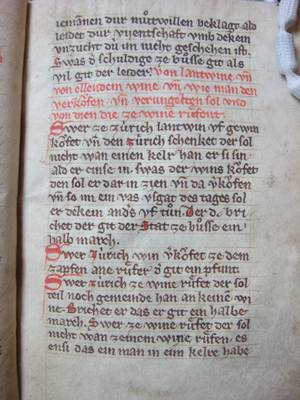
Dieser Artikel regelt die Einfuhr und den Verkauf von «lantwin» (Landwein) und «ellendem» (fremdem) Wein.

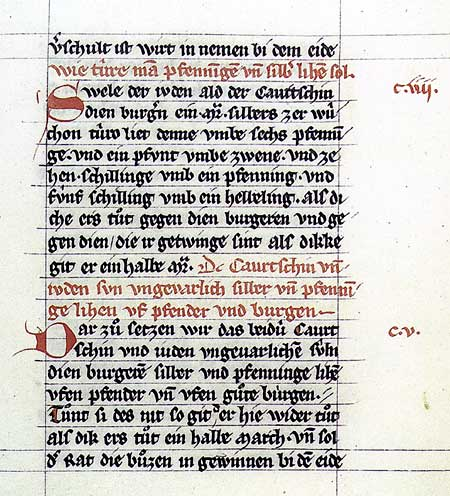
Richtebrief von 1304, «Höchstzinssätze für Wochenkredite von Juden und Kawertschen». Vor den Pogromen und Vertreibung der jüdischen Bevölkerung Zürichs, um das Jahr 1349 durch Rudolf Brun, wurden Geldwechsler, Geldverleiher und im heutigen Sinn Bankiers abwertend als «Kawertschen» respektive «Cahursiner» bezeichnet.

Hauptzweck des Richtebriefes war es, den Stadtfrieden zu sichern, «in einer Zeit, in der selten ein Bürger sein Haus ohne Schwert oder Messer verliess, in der Gewalt und Selbstjustiz noch weit verbreitet waren».
Die Gesetzessammlung diente auch dem Schutz der direkt dem Reichsoberhaupt unterstehenden städtischen Bewohnerschaft vor allfälligen Übergriffen des stadtnahen feudalen Kleinadels, den einige Parapraphen als «lantman» ansprechen.
Einige Beispiele aus dem Richtebrief von 1304 verdeutlichen dessen Inhalte und Durchsetzung im städtischen Zusammenleben:
- «Wenn ein Burger den anderen, der in diesem Gerichtsbezirk dauerhaft wohnhaft ist (wonhaft als gesessen), und der wie gerichtsnotorisch in des Reiches und des Gerichtes Frieden gewesen ist, rechtswidrig tötet (slat ze tode an dien trüwen), dem soll man an all sein Gut gehen, das er ausserhalb und innerhalb der Stadt hat, und der soll in die Stadt nie mehr kommen (Verbannung). Kommt er aber trotzdem, den soll der Rat mit allen Burgern abzuwehren verpflichtet sein (werren uf ir eit). Auch soll ihn kein Burger bei sich aufnehmen, ansonsten er der Stadt zwanzig march ze buosse geben muss».[13][14]
- Hausfriedensbruch galt in der mittelalterlichen Städtegemeinschaft als eines der schwerstwiegenden Verbrechen und wurde entsprechend hart bestraft: Ein Bürger, der einen anderen unter Hausfriedensbruch totschlug, hatte 10 March (Mark, rund 2 Kilogramm) Silber Busse zu bezahlen. Zudem wurde ihm sein Haus oder falls er mehrere besass, das beste seiner Häuser niedergerissen. Für die Bluttat an für sich hatte sich der Burger dem Urteil des Reichsvogts zu stellen, in dessen Zuständigkeit wie eingangs erwähnt die Blutgerichtsbarkeit fiel.
- Der Bürger, der den andern «brennt, raubt und dessen Obstbäume und Reben wegschlägt», kommt mit der vergleichsweise geringen Busse von zwei Mark Silber davon. Die Fehde war ein legales und weit verbreitetes mittelalterliches Rechtsmittel und wurde daher im direkten Vergleich milde geahndet.
- «Ist aber der Täter ein Landmann (lantman), der einen Burger tötet, so gebe auch er zwanzig March. Wird er jedoch gefangen, so soll man ihn dem Vogt überstellen (entwurten für den vogt) oder den Stellvertreter (ald swer an dez stat sitzet), und diesen soll man richten nach Urteil».[13][14]
- Falschspieler wurden in der Limmat «geschwemmt» und aus der Stadt verbannt, was das damalige Rechtsempfinden und den ökonomischen Schaden der überhandnehmenden Spielsucht und Lust auf Verstreuung verdeutlichen mag.
- Andere Bestimmungen beschränkten den Aufwand an Hochzeiten («Brautlaufen»), weniger aus moralischen, sondern aus ökonomischen Gründen: Das Hochzeitspaar sollte nicht mehr die halbe Stadt bewirten müssen, sondern nur noch zwanzig Familien einladen. Damit sollte vermieden werden, dass junge Paare und deren Familien wirtschaftlich ruiniert in den Stand der Ehe traten.[17] Beschränkt wurde ebenfalls die Zahl der zumeist teuren Geschenke auf eines je Hochzeitsgast.[2][9]

Der Richtebrief gilt auch als ein wichtiges Zeugnis des im späten 13. Jahrhundert blühenden Textilgewerbes und des florierenden Fernhandels und insbesondere für die zunehmende Bedeutung der Geldwirtschaft für die Stadt Zürich. Bankgeschäfte tätigten in jener Zeit italienische und jüdische Geldgeber (Geldverleiher), die nicht dem kanonischen Zinsverbot unterstanden.
- Wenn «der juden ald der Caurtschin einem Burger eine March Silber teurer als zu sechs Pfennigen (zwer wuchon türo liet dan umbe sechs pfenninge), und ein Pfund um mehr als zwei, und zehn Schillinge um mehr als ein Pfennig, und fünf Schilling um mehr als ein Helbeling [ebenfalls eine Münze], so soll er, als oft er es tut (als diche er’s tuot), entsprechend oft eine halbe March zu geben gezwungen werden».[13][14]

So wurden im Richtebrief «Höchstzinssätze für Wochenkredite» von jüdischen Stadtbewohnern und «Kawertschen» erwähnt. Sie wurden in Zürich zur Gewährung von Darlehen an Stadtbürger verpflichtet und mussten Abgaben auf ihr Vermögen, das «Judengeleit», den Leibzoll, den Würfelzoll und das Grabgeld entrichten. Die damals herrschende Geldknappheit und die enorme Bedeutung des frühen Bankwesens werden im Richtebrief mit einem Verbot, Kirchenschätze und Seide unter einem gewissen Gewicht zu verpfänden, sowie der Vergabe von Wochenkrediten mit einem Zinssatz von maximal 43 % deutlich.

## Einstufung
Der Richtebrief ist die früheste Kodifikation (Gesetzbuch) der sich selbst verwaltenden Reichsstadt Zürich und wird in seinem Umfang mit rund 350 Paragraphen im südwestdeutschen Sprachraum nur noch vom Augsburger Stadtbuch von 1276 übertroffen.

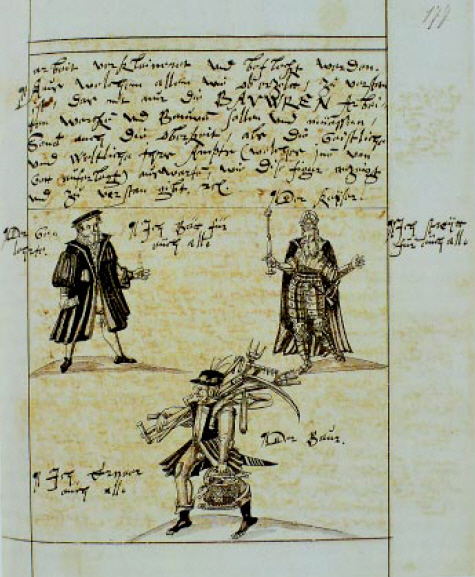
«Die Drei Stände» in der handschriftlichen Chronik der Herrschaft Grüningen von 1610. Der «Gelehrte» betet für alle, der «Kaiser» streitet für alle, der «Bauer» ernährt alle.

Nebst seiner Bedeutung als Stadt- und Verfassungsrecht darf der Richtebrief als ein Vorläufer des Strafrechts und der Sittenmandate (Ständeordnung) betrachtet werden.
Das «Nikolausbuch» gilt als besonders interessant, weil es aufgrund der grossen Zahl von Nachträgen von verschiedenen Schreibern nachweislich über mehrere Jahrzehnte, vermutlich bis 1336, im Gebrauch war. Vom Aspekt der Schriftlichkeit gesehen, ist zudem die symbolische Wirkung der repräsentativen Handschrift von Bedeutung. Sie sollte wohl nicht zuletzt dazu dienen, den Herrschaftsanspruch des Zürcher Rates gegenüber der Fraumünsterabtei zu untermauern.
Ein Historiker des 19. Jahrhunderts urteilte: «In dem Richtebrief von 1304, dem schönsten Denkmal des alten Zürich, hatte sich das volle Leben kund gegeben, das die Stadt beseelte».
In Form und Zusammenstellung wird der Richtebrief von 1304 mit dem Konstanzer Richtebrief aus dem gleichen Zeitraum verglichen, wenn auch unter Fachleuten umstritten ist, welcher von beiden den jeweils anderen mehr beeinflusst haben mag. Als gesichert gilt, dass der Schaffhauser Richtebrief sowohl auf der Zürcher als auch der Konstanzer Gesetzessammlung basiert.
Ungeachtet dessen gilt der Stadtzürcher Richtebrief von 1304 als eines der ältesten und wertvollsten Dokumente zum Bürgerrecht nördlich der Alpen.